# Richard Hartwig
Richard Hartwig (* 14. Februar 1938 in Braunschweig; † 2025) war ein deutscher Basketballfunktionär.

## Leben
Hartwig beriet die Geschäftsleitung der Basketball-Mannschaft der SG FT/MTV Braunschweig 1992 zunächst kurzfristig in Finanzfragen, im Sommer 1992 übernahm er als alleiniger Gesellschafter die Führung des wirtschaftlich angeschlagenen Lizenzinhabers des Erstligisten (SG Basketball GmbH). 1994 stieg die Mannschaft aus der Basketball-Bundesliga ab. Der Fuhrunternehmer erwarb die Bundesligalizenz der BG Bramsche/Osnabrück für einen Betrag von 100 000 D-Mark, sodass Braunschweig unter seiner Leitung ab der Saison 1995/96 wieder in der höchsten deutschen Spielklasse antrat. Hartwig war drei Jahre lang Vizepräsident des Deutschen Basketball-Bundes, in seinen Aufgabenbereich fielen dort Liga- und Schiedsrichterbelange. Hartwig sagte später von sich selbst, „ein einflussreicher Mann im deutschen Basketball“ gewesen zu sein.
Bis 2000 war er Geschäftsführer sowie alleiniger Gesellschafter des Lizenznehmers der Braunschweiger Profimannschaft und somit nach Einschätzung des Basketball-Journalisten Dino Reisner „jahrelang alleiniger Macher des Braunschweiger Basketballs“. Zunächst war Hartwig noch als Berater in die Arbeit der neuen Betreibergesellschaft Metabox Sportmarketing AG eingebunden, im November 2000 wurde der Vertrag fristlos gekündigt, als Begründung gab das Unternehmen Rufschädigung durch öffentlich geäußerte Kritik sowie Geldforderungen an. Hartwig stellte an den Nachfolgebetreiber des Braunschweiger Bundesligisten finanzielle Forderungen von insgesamt 700.000 DM, warf seinen Nachfolgern schwere Versäumnisse vor und erhielt Hallenverbot. Laut Hartwig hat er die Summe für den Lizenzkauf durch die 2000 gegründete Metabox Sportmarketing AG nie erhalten. Metabox sah keine rechtliche Grundlage für Hartwigs Geldforderung und warf ihm vor, ein organisatorisches Durcheinander hinterlassen zu haben. Eigener Aussage nach steckte Hartwig während seiner Amtszeit als Gesellschafter der SG-Betreibergesellschaft mehr als eine Million D-Mark seines Privatvermögens in den Basketballsport. Er setzte sich für den Bau der Volkswagen Halle ein, die laut Hartwig auch dank seines Drängens errichtet wurde, als er 1999 drohte, die Braunschweiger Basketball-Lizenz nach Bielefeld zu verkaufen, was er später als „Vorwand, um Druck zu machen“ bezeichnete.
Hartwig war Gründer der Spedition Hartwig KG, Hotelbesitzer sowie Vorstandsvorsitzender des Arbeitgeberverbandes Braunschweig und in Braunschweig Schatzmeister des CDU-Kreisverbandes. Er war ab 1947 Mitglied von Eintracht Braunschweig.